# Distrito de Hugli
Hugli (en bengalí: হুগলী জেলা) es un distrito de la India en el estado de Bengala Occidental. Código ISO: IN.WB.HG.
Comprende una superficie de 3149 km².
El centro administrativo es la ciudad de Hugli-Chuchura.

## Demografía
Según censo 2011 contaba con una población total de 5520389 habitantes, de los cuales 2701289 eran mujeres y 2819100 varones.

## Localidades
- Bansberia